# Финлеттер, Томас Найт
Томас Найт Финлеттер (11 ноября 1893 — 24 апреля 1980) — американский юрист, политик и государственный деятель. Постоянный представитель США при НАТО (1961—1965).

## Биография
Окончил университет Пенсильвании со степенью бакалавра искусств в 1915 году и степенью бакалавра права в 1920 году.
Занимался юридический практикой в Нью-Йорке, пока не начал свою государственную службу в 1941 году в качестве специального помощника госсекретаря США по международным экономическим вопросам.
24 апреля 1950 года был назначен президентом Трумэном министром Военно-воздушных сил США. Эту должность он занимал до 20 января 1953 года.
В 1965 году он вышел в отставку с государственной службы и вернулся к юридической практике.